# Ramtin
Ramtin (persisch رامتین) ist ein persischer männlicher Vorname, der insbesondere durch einen Musiker dieses Namens zur Zeit des Sassanidenreichs bekannt wurde.